# Gert Wijmans
Henricus Gerardus (Gert) Wijmans (Ouderkerk aan den IJssel, 31 december 1938 - Zutphen, 30 september 2015) was een Nederlands beeldend kunstenaar.

## Leven en werk
Wijmans volgde na het grafische school de Gerrit Rietveld Academie in Amsterdam. Hij vestigde zich - na aanvankelijk in Amsterdam werkzaam te zijn geweest - als beeldend kunstenaar in Zutphen. Wijmans was zowel beeldhouwer als tekenaar. Veel van zijn sculpturen zijn vervaardigd van roestvast staal. Hij vervaardigde zowel wandplastieken als reliëfs. Voor de Walburgiskerk in Zutphen ontwierp hij een nieuw liturgisch centrum. Onder de titel "Alle mensen" werden in 1994 tekeningen van Wijmans geëxposeerd in het Zutphens Museum Henriette Polak. In 2009 volgde een overzichtstentoonstelling van zijn werk (wandreliëfs en sculpturen) in havezate De Haere in Olst. In 2011 werden zijn tekeningen van musicerende leden van het Deventer Jazzorkest in De Kuip in Colmschate geëxposeerd. Wijmans maakte als gitarist deel uit van dit orkest.
- RKD-Nederlands Instituut voor Kunstgeschiedenis: 84358